# Don’t Be Cruel
«Don’t Be Cruel» (с англ. — «Не будь жестокой») — песня, написанная Отисом Блэквеллом и получившая наибольшую известность в исполнении Элвиса Пресли, сделавшего её запись в 1956 году. В 2002 году песня была включена в «Зал славы Грэмми», а в 2004 году заняла #197 место в списке «500 величайших песен всех времён по версии журнала Rolling Stone». В настоящее время эта песня также занимает 92 место в списке величайших песен всех времён. «Acclaimed Music» назвала её лучшей песней 1956 года, поместив на пятое место в своём списке избранных песен.

## О песне
«Don’t Be Cruel» был первоначально выпущен, как «А»-сторона сингла «Hound Dog». Обе стороны этого сингла стали хитовыми. Спустя десятилетия «RCA» переиздали сингл в формате «двухстороннего хита». Сингл стал первым в истории музыкальных хит-парадов, который достиг наивысших отметок одновременно в трёх категориях чарта «Биллборда»: поп-музыка, ритм-энд-блюз и кантри-энд-вестерн.
Пресли в составе своего музыкального бэнда впервые исполнили песню «Don’t Be Cruel» на национальном телевидении 9 сентября 1956 года в программе «Шоу Эда Салливана». После этого выступления, музыканты дважды появились на этом шоу: 28 октября того же года и 6 января 1957 года.
Сингл «Don’t Be Cruel/Hound Dog» достиг позиции #1 в хит-параде «Billboard Hot 100», завершив своё лидирование 18 августа 1956 года. Сингл оставался у лидирующей позиции в течение 11 недель. Похожих результатов достиг хит Джонни Рэя — «Cry», выпущенный в 1951/1952 году и инструментальная тема к фильму «Третий человек», написанная венским композитором Антоном Карасом в 1950 году.

## Запись песни
Песня была записана на студии «RCA Victor» в Нью-Йорке 2 июля 1956 года. В записи приняла участие постоянная группа музыкантов, работавших вместе с Пресли, в которую входили: Скотти Мур (соло-гитара), Билл Блэк (бас-гитара), Доминик Фонтана (барабаны) и «The Jordanaires» (бэк-вокалы). «Don’t Be Cruel»/«Hound Dog» были выпущены 13 июля 1956.
Продюсером записи выступил Стив Шолз, однако запись песни на студии показывает, что Элвис также выступил в роли продюсера во время этой звукозаписывающей сессии (Пресли изменил фортепианную композицию). Подобное происходило и при записи других песен. В общей сложности, было сделано двадцать восемь дублей песни (на записи можно услышать окончательную версию записи под № 28). В случае, с обратной стороной сингла — песней «Hound Dog», в окончательный вариант записи, вошла 31 версия песни. Хит 50-х «Any Way You Want Me» был записан во время той же звукозаписывающей сессии.
Пресли изменил демоверсию песни, написанную Отисом Блэквелом, кардинально проработав её лирику. Подобным образом музыкант поступал и в отношении других песен Блэквелла, из-за чего впоследствии получил права на соавторство песни.

## В записи участвовали
- Элвис Пресли — вокал
- Скотти Мур — соло-гитара
- Билл Блэк — бас-гитара
- Доминик Фонтана — барабаны
- «The Jordanaires» — бэк-вокалы

## Кавер-версии
Песня неоднократно перепевалась другими исполнителями, к примеру:
- Билли Сваном. Песня достигла #4 позиции в хит-парадах Швейцарии 1975 года.
- Джоди Миллером в 1971 году.
- Майком Берри в 1975. Песня достигла позиции #14 в хит-параде «Dutch Top 40».
- группой «Cheap Trick» в 1988 году. Песня стала хитом в США и достигла позиции #4.
- группой «The Judds» в 1987 году. Эта версия была #10 хитами в хит-парадах кантри-музыки.
- группой «The Residents» в 1989. Песня вошла в альбом музыкантов — «The King and Eye» и была выпущена на компакт-диске в формате сингла в США и 7-дюймовый синглом в Нидерландах.
- Мерл Хэггард в 1977 году.
- Ринго Старром в 1990-х.
- Кит Ричардсом в 1970-х.
- Джоном Ленноном для радио-передачи «The Lost Lennon Tapes».
- Джерри Ли Льюисом в 1958 году.
- Джин Саммерс и Сонни Фишер сделали запись дуэта «Don’t Be Cruel» в Париже, Франция в 1981 году.
- Ким Карнес, исполнившим песню во время концерта в Савойя в 1981 году.
- Фостером Сильверс из группы «The Sylvers» в конце 1970-х.
- Джекки Уилсоном, исполнившим песню во время одного из своих «живых» концертов в Лас-Вегасе в 1956 году.
- Нилом Даймондом
- группой «Shuman & Angel-Eye». Песня достигла 12 позиции в хит-парадах Голландии.
- Деборой Харри и группой «Blondie».
- группой «Devo» в 1988 году.